# John W. Clark
John Walter Clark (* 7. April 1935 in Lockhart (Texas)) ist ein US-amerikanischer theoretischer Physiker.
Clark studierte Physik an der University of Texas at Austin mit dem Bachelor-Abschluss 1955 und dem Master-Abschluss 1957 und wurde 1959 an der Washington University in St. Louis promoviert. Als Post-Doktorand war er von 1959 bis 1961 bei Eugene Wigner an der Princeton University, 1961 Associate Research Scientist bei der Martin Company in Denver und 1962/63 als NATO Postdoctoral Fellow an der University of Birmingham (bei Rudolf Peierls) und am französischen Kernforschungszentrum in Saclay. 1963 wurde er Assistant Professor an der Washington University, 1966 Associate Professor und 1972 Professor. Von 2002 bis 2007 stand er der Physik-Abteilung vor. 1999 wurde er Wayman Crow Professor.
Neben quantenmechanischer Vielteilchentheorie in der theoretischen Kernphysik befasste er sich mit neuralen Netzwerken, Quantenkontrolle, dichter Neutronenmaterie in der Astrophysik.
Von 1965 bis 1967 war er Sloan Research Fellow. 1987 erhielt er die Feenberg-Medaille dafür, dass er die Methode der korrelierten Basisfunktionen in eine der mächtigsten Methoden der quantenmechanischen Vielteilchentheorie entwickelte, und ihre Anwendung in der Kernphysik und speziell auf Kernmaterie (Laudatio). 1992 wurde er Fellow der American Physical Society.

## Schriften (Auswahl)
- mit Eugene Feenberg:  Simplified treatment for strong short-range repulsions in n-particle systems I, general theory, Phys. Rev., Band 113, 1959, S. 388–399.
- mit Paul Westhaus: Method of correlated basis functions, Phys. Rev., Band 141, 1966, S. 833–857
- mit P. Westhaus: Cluster Expansions in Many-Fermion Theory. I. Factor-Cluster Formalisms, Journal of Mathematical Physics, Band 9, 1968, S. 131–148
- mit M. L. Ristig, W. J. Ter Louw: Tensor correlations in nuclear matter, Phys. Rev. C, Band 3, 1971, S. 1504
- mit N. C. Chao, C. H. Yang: Proton superfluidity in neutron-star matter, Nucl.Phys. A, Band 179, 1972, S. 320–332
- Variational theory of nuclear matter, Progress in Nuclear and Particle Physics, Band 2, 1979, S. 89–199
- mit G. M. Huang, T. J. Tarn: On the controllability of quantum-mechanical systems, Journal of Mathematical Physics, Band 24, 1983, S. 2608–2618
- mit K. E. Kürten: Chaos in neural systems, Physics Letters A, Band 114, 1986, S. 413–418
- Neural network modeling, Physics in Medicine & Biology, Band 36, 1991, S. 1259
- mit M. J. Barber: Detecting network communities by propagating labels under constraints, Phys. Rev. E, Band 80, 2009, S. 026129
- mit J. M. C. Chen, R. D. Davé, V. V. Khodel: Pairing gaps in nucleonic superfluids, Nucl. Phys. A, Band 555, 1993, S. 59–89
- mit V. A. Khodel, V. V. Khodel: Solution of the gap equation in neutron matter, Nuclear Physics A, Band 598, 1996, S. 390–417
- mit A. Sedrakian: Superfluidity in nuclear systems and neutron stars, The European Physical Journal A, Band 55, 2019, S. 1–56